# Kristen Blake
Kristen Blake DiMera is een personage uit de soapserie Days of our Lives. De rol werd van 1993 tot 1998 gespeeld door actrice Eileen Davidson.

## Personagebeschrijving

### Kristen & John
Kristen kwam in 1993 naar Salem om te werken als maatschappelijk assistent. Kristen werd op straat overvallen en werd gered door John Black. Aanvankelijk was ze hem dankbaar, maar toen ze ontdekte wie hij was wilde ze niets meer met hem te maken hebben. Ze voelde zich wel tot John aangetrokken, maar haar broer Peter waarschuwde haar voor John. Toen een mysterieuze schutter op John begon te schieten op Salem Place redde John het leven van Kristen. Zij vond het nu nog moeilijker om afstand van hem te houden. Alice Horton besloot zich te moeien en zorgde ervoor dat ze beiden aan het hoofd kwamen te staan van het Horton Center en regelde dan dat ze samen in een chalet zouden verblijven, waar ze uiteindelijk de liefde bedreven.
John vond een bebloede trouwjurk en Kristen biechtte op dat ze verloofd was en dat iemand haar verloofde had proberen te vermoorden op hun trouwdag. De relatie stond nu op een laag pitje. Kristen had echter nog een groter geheim. Ze was de pleegdochter van Stefano DiMera en ze hield haar vader verborgen omdat hij een hersentumor had en stervende was. John was in shock toen hij dit ontdekte, maar bleef van Kristen houden. Kristen had Stefano beloofd om met Tony DiMera te trouwen en wilde deze belofte houden. Tony was in feite André DiMera, maar dit werd pas in 2007 bekend waardoor hij in die tijd gewoon Tony was.
Uiteindelijk liet Kristen Tony voor het altaar staan om Belle, de dochter van Roman Brady en Marlena Evans te helpen zoeken.
Stefano besefte dat hij John in diskrediet moest brengen zodat Kristen met Tony zou trouwen. Nadat hij het dagboek van Sami Brady gestolen had ontdekte hij dat John de vader was van Belle en niet Roman. Stefano ging met deze informatie naar Roman waarna Sami toegaf dat ze de vaderschapstestresultaten vervalst had. Het plan van Stefano werkte en Kristen verachtte John.
Tony en Kristen stonden op het punt te trouwen toen John de ceremonie onderbrak met de mededeling dat hij bewijs had dat Stefano Curtis Reed had vermoord. Stefano probeerde in zijn wagen te vluchten, maar John zette de achtervolging in en mikte op de banden. Stefano kreeg een 'gepland' ongeluk en werd dood gewaand. Kristen gaf John de schuld voor de dood van haar vader en trouwde op 18 februari 1994 met Tony. Nadat Tony ontdekte dat Stefano nog leefde hield hij dit geheim omdat hij vreesde dat Kristen hem zou verlaten.
In februari 1994 verliet Stefano Salem op verzoek van Tony en hij ging naar Maison Blanche, een landhuis in de streek van New Orleans. Stefano stuurde John van daaruit drie puzzelstukjes die een deel van een foto van Maison Blanche vormden. John wist dat Stefano hem aan het kwellen was en wilde meer te weten komen over het huis op de foto. Nadat hij ontdekte dat het Maison Blanche was ging John naar New Orleans. Bij zijn aankomst werd hij gevangengenomen door Stefano en zijn handlangster Celeste Perrault. Stefano hield John gevangen in de kelder en probeerde hem te hersenspoelen. Celeste kreeg sympathie voor John en zei dat hij zijn cel goed moest doorzoeken. Na zoeken vond hij achter een steen een inscriptie waarop stond 'Johnny Black, 1984'. Erachter vond hij een halsketting met een kruis en een gebedje op een stuk papier. Via een stemopname van John lokte Stefano ook Marlena naar New Orleans. Toen ze aankwam werd ze door Celeste verdoofd en bij John opgesloten. Stefano wilde Johns geheugen wissen, maar Marlena probeerde dit te voorkomen door voor Stefano te strippen. Daarna dwong Stefano Marlena om Roman te bellen en te zeggen dat ze op vakantie was met John. Intussen werd Celeste jaloers op Marlena omdat ze wist dat Stefano verliefd was geworden op haar.
Later kwamen Kristen, Tony, Peter, Jennifer, Bo en Billie naar Maison Blanche voor een liefdadigheidsevenement dat Kristen organiseerde. Billie zag daar een vrouw die leek op Bo's dode vrouw Hope, maar niemand geloofde haar. Hope was inderdaad levend en wel en woonde op Maison Blanche onder de naam Gina. Ook Roman verscheen ten tonele, om Peter Blake te arresteren voor drugstrafiek. De jaloerse Celeste liet gas in de cel van John en Marlena lopen en er brak een brand uit. Roman kon hen allemaal redden. Tony en Kristen waren erg verbaasd om John geketend terug te vinden en toen merkte Kristen Stefano op en zag dat hij nog leefde. Tony ging het huis binnen om de computer van Stefano te redden, waar bestanden over Johns verleden op stonden. Maison Blanche brandde af. Tony kon de computer meenemen maar werd wel blind door de brand. Stefano probeerde samen met Hope te ontsnappen, maar John kon dit verhinderen en redde Hope. Bo en Billie waren in shock toen ze Hope zagen nadat ze vier jaar dood gewaand was.
Kristen begon een nieuwe affaire met John. Toen Kristen ontdekte dat Tony wist dat Stefano nog in leven was en dat hij Kristens anticonceptiepil had vervangen door suikerpillen verliet Kristen Tony en trok bij John in. Via een notitieboekje op de computer van Maison Blanche, die Kristen kraakte ontdekte ze dat John een priester was geweest. John kon dit echter niet geloven en hij en Kristen gingen naar het klooster waar hij vroeger was en daar werd bevestigd dat hij een priester was. John wilde uittreden, maar een vriend vond dat hij een tijd als priester moest leven om te zien wat hij opgaf. Kristen ging terug naar Tony, die een pistool gekocht had om John te vermoorden. Toen ze hem vertelde dat John een priester was liet hij het idee varen om hem om te brengen. Een tijd later kreeg Tony zijn zicht terug, maar verzweeg dat om Kristen en John samen te betrappen.
Nadat John uitgetreden was verliet Kristen Tony opnieuw voor hem. Tony ontdekte dat hij een fatale bloedziekte had en niet meer lang te leven had. Hij bedisselde een ingenieus plan om zelfmoord te plegen en John te laten opdraaien voor moord. Hij schreef zijn plan op in zijn dagboek en biechtte dit ook op aan priester Francis. Toen deze niet bereid was te zwijgen stal Tony zijn pillen voor de bloeddruk waarop hij een hartaanval kreeg. In het ziekenhuis sneed Tony de ademhaling af waardoor priester Francis in coma viel.

### De dood van Tony
Op de huwelijksreceptie van Jennifer en Peter zorgde Tony ervoor dat John tegen hem schreeuwde dat hij hem zou vermoorden. Dan ging Tony naar zijn kamer en lokte John naar daar door hem te bellen. Tony en John begonnen te vechten en John ging langs een deur weg waar Tony poederresten van een pistool op gedaan had. Dan begon André te smeken dat John hem niet zou neerschieten terwijl er andere bewoners van Salem aan de deur luisterden. Dan activeerde hij een apparaatje waardoor een pistool hem neerschoot en daarna op de grond viel. Toen hulp kwam vonden ze Tony dodelijk gewond. John Black werd gearresteerd voor de moord. Nadat Stefano Tony's dagboek vond en de waarheid omtrent zijn dood ontdekte besloot hij dit voor zich te houden.
Het proces van John begon in 1996. Kristen verklaarde, onder dwang van Peter, dat ze geloofde dat John haar echtgenoot Tony vermoord had. Omdat Stefano de jury had omgekocht werd John ter dood veroordeeld. Op de avond van Johns executie dineerde Stefano met Marlena. Zij vond het dagboek van Tony en ontdekte dat John onschuldig was. Via Jack Deveraux werd het dagboek aan de rechtbank bezorgd en werd John vrijgelaten. Marlena zei tegen Stefano dat ze hem haatte. Stefano wist dat de grond onder hem te heet werd en probeerde te vluchten, hij nam Marlena mee. Celeste volgde hem en eiste dat hij haar ook meenam, maar Stefano weigerde. Hierop maakte Celeste bekend dat hij de vader is van Lexie, in de hoop dat hij haar zo zou meenemen. Stefano ontsnapte met Marlena in de tunnels van Aremid. John kon Marlena uiteindelijk nog redden, en Stefano ontsnapte via een helikopter.
Stefano keerde terug naar Salem zoals hij gezworen had. Hij vroeg aan Kristen om hem te helpen bij de ontvoering van Marlena. Aanvankelijk weigerde ze, maar toen ze ontdekte dat John van Marlena hield ging ze akkoord. Vanaf dit moment werd Kristen een slecht persoon, daarvoor was ze altijd goed geweest. Marlena ging met het vliegtuig naar San Francisco, samen met Rachel Blake, de moeder van Kristen, die kort daarvoor opgedoken was. Nadat de politie ontdekte dat Stefano in Salem was liep het plan om Marlena te ontvoeren op haar vlucht naar San Francisco mis. Stefano dwong Vivian Alamain en haar helper Ivan om hem te helpen Salem te ontvluchten.
Marlena en Rachel maakten plannen voor een nieuwe reis. Stefano liet het zo lijken alsof hij gevangengenomen werd, maar in feite was het iemand met een latex masker die voor Stefano moest doorgaan. Dit raakte echter pas bekend nadat het vliegtuig naar San Francisco was opgestegen. Nadat het DiMera huis doorzocht werd vond John Rachel Blake vastgebonden. Stefano, die vermomd was als Rachel zat op het vliegtuig met Marlena en ensceneerde een crash waardoor iedereen dacht dat zowel Stefano als Marlena dood waren.
Stefano nam Marlena mee naar het ondergrondse Parijs waar hij regeerde als koning. Marlena kreeg een zware depressie en een dokter vertelde Stefano dat als ze niet snel opgevrolijkt werd dat ze zou sterven. Nadat hij vernam dat John in Parijs was stuurde Stefano een fax in naam van John naar Rachel en Kristen met de vraag naar Parijs te komen.
John ontdekte dat Stefano Marlena gevangen hield in de Parijse ondergrondse wereld. Om Stefano uit zijn tent te lokken organiseerde John een groot bal waar de kroon van koningin Marie-Antoinette tentoongesteld zou worden. John wist dat Stefano deze dan zou proberen te stelen voor zijn koningin Marlena. John dacht ook dat Stefano Marlena in een gouden jurk zou steken. Stefano anticipeerde echter en zorgde ervoor dat er een aantal vrouwen waren op het bal die hetzelfde gekleed waren als Marlena. John, Kristen, Abe, Lexie en een Franse agente die bevriend was met John waren op het bal om Marlena te zoeken. Marlena kwam oog in oog met Kristen en de vrouwen begonnen te ruziën. Marlena vond John, maar Stefano kon hem verdoven en slaagde erin om de kroon te stelen.
Stefano hield een proces voor John en werd veroordeeld tot onthoofding. Gelukkig vonden Vivian en Ivan hen op tijd en konden John van de guillotine bevrijden. John en Marlena probeerden te vluchten door de ondergrondse tunnels. Kristen en haar moeder Rachel besloten om ook ondergronds te gaan om John te redden. Na een explosie werd hen de pas afgesneden, maar Abe en Lexie bevrijden hen. Toen ze John vonden hield hij een pistool tegen Stefano. Marlena was gewond door de explosie en John vroeg aan Rachel of ze het pistool tegen Stefano kon houden zodat hij Marlena kon dragen. Stefano slaagde erin te ontsnappen en Rachel volgde hem. Ze kwamen in de buurt van een gastank en zonder bewust te zijn van de consequenties schoot Rachel op Stefano waarop de tank ontplofte. Stefano en Rachel werden beiden dood gewaand, al bleek later dat enkel Rachel hierbij het leven had gelaten.

### Valse zwangerschap
Stefano keerde terug naar Salem en kwam erachter Kristen en John problemen hadden. Tegen Kristen zei hij dat ze zo snel mogelijk met John moest trouwen. Ze was haar kind van John verloren maar Stefano chanteerde haar dokter zodat het leek alsof ze wel nog zwanger was.
Stefano haalde Susan Banks naar Salem. Susan was zwanger en zag eruit als een debiel, maar met een blonde pruik en valse tanden leek ze als twee druppels water op Kristen. Susan ging ermee akkoord om zich als Kristen voor te doen en het kind af te staan in ruil voor een grote som geld. Marlena, die zich had teruggetrokken omwille van Kristens zwangerschap begon vermoedens te krijgen en vertelde  haar vriendin Laura Horton dat als ze niet beter wist ze zou zeggen dat Kristen niet zwanger was.
Daniel Scott kwam naar Salem om geld af te persen van Peter, maar helaas liep hij Stefano tegen het lijf. De twee maakten ruzie waarbij Daniel uit het raam viel en stierf. Stefano deed een latex masker over hem zodat het leek dat Peter gestorven was. Op de begrafenis van Peter zag Laura dat Kristen haar buik tegoei aan het steken was toen ze dacht dat niemand keek. Laura rende naar de kerk om dit aan Marlena te vertellen, maar kwam oog in oog te staan met Stefano en Peter. Stefano nam Laura mee naar het huis van Peter. Hij wilde haar mee het land uitnemen samen met Peter, maar Peter en Kristen vroegen of er geen andere manier was om het probleem op te lossen. Dan liet Stefano een van zijn wetenschappers het geheugen van de laatste dagen van Laura uitwissen. Hij liet haar achter op een bank in het park van Salem en vluchtte samen met Peter uit Salem.
Stefano huurde verpleegster Lynn Burke in om voor Laura te zorgen en haar pillen te geven waardoor ze zeker niet achter de waarheid zou komen. Intussen was Susan Banks geobsedeerd geworden door John. Kristen zou Susan opsluiten in een van de geheime kamers van het DiMera-huis maar het was Marlena die in deze kamer belandde nadat ze de waarheid over Kristen ontdekt had. Susan had Kristen bij Marlena opgesloten. Susan had intussen een hele bruiloft opgezet met een Elvis-thema, haar grote idool. Marlena en Kristen moesten dit bekijken via een videoscherm. Wanhopig om de bruiloft te stoppen probeerde Kristen uit de kamer te komen en raakte daarbij een gasleiding waardoor zij en Marlena bewusteloos waren. Stefano was inmiddels ook weer in Salem en dwong Vivian Alamain en haar helper Ivan om hem te helpen. Stefano kwam naar de trouw vermomd als kelner. Laura dook ook op en beschuldigde Kristen/Susan ervan Marlena ontvoerd te hebben. Ze sloeg haar waardoor haar valse tanden eruit vlogen. Susan bekende alles aan John en hij slaagde erin om Kristen en Marlena te redden uit de geheime kamer. Kristen werd ontmaskerd en John verbrak de verloving. John en Marlena hadden een verlovingsfeest in de Penthouse Grill. Kristen verstoorde het feest en dreigde van het balkon te springen. Stefano was ook op het feest om Marlena te ontvoeren maar door Kristen mislukte dat en hij was erg kwaad op haar.

### Romans genezing
John en Marlena wilden trouwen in juli 1997 maar hier staken Kristen en Stefano een stokje voor. Terwijl Marlena zich aan het klaarmaken was daagde Kristen op met een verrassing. Ze kwam binnen met een rolstoel waarin Marlena's dood gewaande ex-man Roman Brady zat. Via Shane Donovan kwamen John en Marlena aan de weet dat hij aan een dodelijk virus leed en het bericht verspreid had dat hij overleden was omdat hij niet wilde dat zijn familie hem zag lijden. Kristen overtuigde John en Marlena dat het meest comfortabele voor Roman was om bij haar te komen wonen. Roman, die niet in het ziekenhuis wilde blijven, ging in op haar aanbod. Ze zorgde al meteen voor problemen door te zeggen dat zij met John getrouwd was en dat Marlena geen andere man meer gehad had sinds Roman Salem verlaten had.
Stefano liet zich vrijwillig gevangennemen en vertelde aan John dat hij een geneesmiddel had voor Roman. Met de hulp van Lexie en Abe kon Stefano ontsnappen. John ging met Stefano naar de luchthaven waar Kristen ook was, ze overtuigde John en Stefano om mee te gaan. Marlena wilde ook mee, maar John zei dat ze in Salem moest blijven omdat het een val kon zijn. Hope wilde Kristen in de gaten houden en verstopte zich op het vliegtuig. Toen John Hope ontdekte was Stefano furieus en hij wilde haar terugbrengen naar Salem, maar dat ging niet omdat ze dan zeker gevangengenomen zouden worden. John, Hope, Stefano en Kristen reisden naar een groot huis in de jungle waar ze voorgesteld werden aan dokter Rolf, die aan het tegengif voor Roman aan het werken was. Rolf herkende Hope, maar Stefano waarschuwde hem om niets tegen Hope te zeggen. Hope brak in een berging in, maar Stefano ontdekte dit op tijd en deed de kamer op slot. De kamer bevatte informatie over de vier ontbrekende jaren in het leven van Hope. Toen dokter Rolf eindelijk het tegengif klaar had viel het flesje kapot.
Dokter Rolf zei dat de enige manier om nog een ander tegengif te maken was dat iemand zich in de jungle waagde om daar een speciale orchidee te zoeken. John en Hope gingen vrijwillig de jungle in. Ze vonden de orchidee en John stak die in zijn rugzak, maar dan werden ze aangevallen door indianen en John viel van een klif en werd dood gewaand. Hope vond de rugzak terug, maar de orchidee was verdwenen, er waren enkel nog wat zaadjes over. Rolf slaagde erin om hier een tegengif mee te maken. Toen ze naar Salem wilden terugkeren dook John weer op, vergiftigd door een indianenpijl. Rolf genas John en ze gingen allen naar Salem. Op de terugweg stortte het vliegtuig neer boven de Bermudadriehoek. Ze overleefden de ramp en keerden terug naar Salem met het tegengif. Ze kwamen net op tijd in het ziekenhuis waar Marlena op het punt stond met Roman te trouwen omdat hij stervende was en dat zijn laatste wens was. Roman kreeg het tegengif toegediend en Stefano kreeg gratie voor al zijn misdaden. Het tegengif werkte echter niet volledig. Stefano wist dat dit kon gebeuren en zei dat de enige manier om Roman te redden was dat hij bloed moest geven en dat met mengen met een ander middeltje. Hij wist dit omdat hij ook ooit aan de ziekte geleden had. Stefano had echter een voorwaarde, hij wilde dit enkel doen als Marlena hem zou vergeven en met hem bevriend zou worden. Hij wilde een gerespecteerd burger van Salem worden. Marlena ging met enig aarzelen akkoord. Roman kreeg een tweede tegengif toegediend en genas deze keer.

### De plannen van Kristen en Susan
Kristen geloofde dat als ze Susans zoon Elvis, die zij John Junior noemde, terug kon krijgen dat John opnieuw van haar zou houden. Kristen vertelde aan Susan dat de enige mogelijkheid om de baby tegen Stefano te beschermen was als zij hem opvoedde. Celeste en Marlena ontdekken dat Stefano de vader is van het kind van Susan, maar dit ontkende hij. Kristen lokte Susan naar haar thuis en drogeerde haar en liet haar papieren tekenen waarin ze al haar rechten op Elvis afstond aan haar. Ze vermomde zich als Susan en ontvoerde Elvis. Toen Susan Kristen confronteerde zwaaide zij met de papieren die bewezen dat het kind nu van haar was. Susan wilde in de ijskoude rivier springen om zelfmoord te plegen, maar John kon haar net op tijd tegenhouden. Susan vroeg aan haar broer Thomas om haar te helpen Elvis terug te krijgen, maar haar zuster Mary Moira kon hem stoppen. Toen Stefano ontdekte wat Kristen gedaan had hielp hij John om Elvis terug aan Susan te geven. Kristen daagde Susan voor het gerecht, maar Susan, John en Marlena waren haar te slim af. John leidde Kristen af en Susan deed zich voor als Kristen op het gerecht en zei dat ze fout was geweest en dat ze de papieren wilde vernietigen. Toen Kristen hiervan hoorde was ze woedend. John vond dat het beter was dat Susan en Elvis Salem zouden verlaten. Stefano probeerde dit te verhinderen, maar kwam te laat op de luchthaven.
Celeste ging naar het huis van Jonesy omdat ze er zeker van was dat Peter Blake zich daar schuil hield. Toen Kristen de deur open deed was ze erg verbaasd, ze ging naar binnen en begon te ruziën met Kristen. Achter haar rug hield Kristen een spuit vast waarin het tegengif zat voor de junglegekte, waaraan Peter leed. Na een gevecht vielen de dames op de grond en werd Celeste per ongeluk ingespoten met de spuit, maar als een gezond persoon de spuit kreeg zou die de ziekte junglegekte krijgen. Stefano was woedend op Kristen en zei haar dat als hij Elvis terug kreeg ze haar zeker niet in zijn buurt zou dulden.
Terwijl Stefano Peter aan het helpen was maakte Kristen allerlei plannen. Kristen ontvoerde Susans zus Mary Moira en belde naar Susan. Ze zei dat ze naar Salem moest komen en dat ze een witte jurk moest dragen of dat haar zus anders zou sterven. Kristen plande om Susan te verkopen als slavin en dat ze zou vast komen te zitten op een eiland. Susan kwam naar het huis van Kristen en deze bood haar een frisdrank in een blikje aan. Susan aanvaardde omdat ze dacht dat Kristen zeker geen blikje kon vergiftigen, maar daar sloeg ze de bal mis. Kristen vroeg waar Elvis was en Susan zei dat die nog steeds in Engeland was. Ze kregen ruzie en Kristen dreigde Susan te vermoorden met een briefopener. Susan viel flauw vanwege het vergiftigde blikje frisdrank.
In de volgende scène ging Susan naar de luchthaven waar Abe en Roman haar tegen hielden. Susan had hen eerder op de avond gebeld om te zeggen dat Kristen Mary Moira had ontvoerd. Dan kregen ze een telefoon van John en Marlena die zeiden dat ze Kristen dood teruggevonden hadden in haar zwembad en dat Susan nu zeker niet kon terugkeren naar Engeland, hoewel er gedacht werd dat ze zelfmoord had gepleegd. Dan zei ze in haar eigen: het was niet de bedoeling dat Susan zou sterven, waardoor bleek dat Kristen zich had vermomd als Susan om zo het land uit te vluchten. "Susan" werd meegenomen naar het politiekantoor waar Edmund opdook. Edmund stelde zich voor als de verloofde van Susan en vroeg haar ten huwelijk. Kristen had geen andere keuze dan het aanzoek te aanvaarden.
Er werd een begrafenis gehouden voor Kristen waar Kristen zelf op aanwezig was. Iedereen kwam om te rouwen voor de goede Kristen die ze ooit gekend hadden, behalve Laura Horton die in een knalrode outfit kwam. Tijdens de plechtigheid stond Stefano op en verweet hij iedereen in de kamer voor de zelfmoord van Kristen. Stefano kreeg een hartaanval maar werd gered door Lexie. In het ziekenhuis hoorde Stefano dat het onderzoek naar de dood van Kristen opnieuw geopend was en dat Laura Horton de hoofdverdachte was. Marlena confronteerde Laura met bewijsmateriaal, maar zij ontkende en was verbolgen over het feit dat haar beste vriendin haar beschuldigde.
Nadat Stefano uit het ziekenhuis kwam ging hij naar het graf van Kristen en zei dat hij het erg vond dat hij zo kwaad was op haar en dat als hij een tweede kans kreeg hij haar Elvis zou laten opvoeden. Kristen, die ook op het kerkhof was maakte zich bekend aan Stefano en smeekte hem om haar te helpen uit Salem te vluchten. Stefano zei dat "Susan" schuldig zou lijken als ze nu wegging. Toen Kristen vernam dat Susan niet langer verdacht was wilde ze Salem verlaten, maar dan verraste Edmund haar door zijn moeder Violet en Elvis naar Salem te halen. Kristen probeerde met Elvis weg te gaan maar John kon haar tegenhouden en nam haar mee naar de Penthouse Grill waar Edmund een verrassingshuwelijk had georganiseerd. Kristen trouwde met Edmund om haar dekmantel niet te verliezen. Na de trouw wilde Kristen onmiddellijk weg uit Salem, maar door een oorinfectie mocht Elvis niet vliegen. Kristen ging naar de luchthaven en zag daar Stefano. Ook Edmund kwam aan en hij beschuldigde Stefano ervan dat hij Susan wilde misleiden. Stefano ging weg en Edmund en Kristen vlogen weg. Edmund bleef Kristen bestoken met herinneringen van hoe ze elkaar leerden kennen en dit werkte haar op de zenuwen omdat ze de hele tijd moest spelen dat ze Susan was. Stefano ging naar het zwembad van Kristen om er zeker van te zijn dat niemand zou door hebben dat Susan vermoord was en niet Kristen. Hij vond een foto van Susan en Edmund met op de achterkant een berichtje van Susan aan Edmund. Stefano realiseerde nu dat Edmund degene was die Susan vermoord had en dat als hij zou ontdekken dat hij zijn geliefde vermoord had en niet Kristen dat het leven van Kristen in gevaar was. Stefano belde naar Kristen, die hem zei dat ze zou ontsnappen van zodra het vliegtuig landde.
Intussen kwam Susan ook weer in beeld, ze zat opgesloten op een Caribisch eiland als een blanke slavin en kon ontsnappen. Ze huurde een piloot in en vloog naar Bermuda om Edmund en Kristen te verrassen. Edmund en Kristen waren erg verbaasd om Susan te zien en vroegen zich af wie er dan vermoord was. Susan zei dat dit Penelope Kent moest zijn. Het kwam uit dat Susan niet van een drieling, maar van een vierling was en dat Penelope bij de geboorte werd afgestaan. Haar adoptievader liet haar lelijke tanden behandelen zodat ze het uiterlijk van Kristen had in plaats van dat van Susan. Penelope was mee naar Salem gekomen om Susan te helpen. Edmund biechtte op dat hij Penelope had vermoord, denkende dat ze Kristen was. Susan zei dat ze begreep dat het een accident was en dat Penelope ziek was en hoe dan ook gestorven zou zijn. Om wraak te nemen op Kristen zorgde Susan ervoor dat zij nu in de gevangenis belandde waar zij al die tijd gezeten had. Susan, Elvis en Edmund verhuisden terug naar Engeland en Susan belde Stefano nog enkele keren als Kristen om geen argwaan te wekken. Net voor Kristen weg was gegaan had ze in naam van Susan pralines aan Marlena gegeven. Ze had penicilline in de pralines gedaan, waarvoor Marlena allergisch was. Het was echter Belle die ze opat. Roman kwam naar Marlena's penthouse en zag de penicillinepillen van Brady op tafel staan en dacht dat Belle ervan gegeten had, hij gaf haar een insulinespuit en bracht haar naar het ziekenhuis. Belle werd gered. In de laatste scène zagen we Kristen geketend in een cel waar ze de naam Marlena schreeuwde.